# West Bradenton
West Bradenton ist  ein census-designated place (CDP) im Manatee County im US-Bundesstaat Florida. Das U.S. Census Bureau hat bei der Volkszählung 2020 eine Einwohnerzahl von 4.247 ermittelt. 

## Geographie
West Bradenton liegt am Südufer des Manatee River an dessen Mündung in den Golf von Mexiko. Der CDP grenzt im Osten direkt an die Stadt Bradenton, liegt etwa 60 km südlich von Tampa und wird von der Florida State Road 64 tangiert.

## Demographische Daten
Laut der Volkszählung 2010 verteilten sich die damaligen 4192 Einwohner auf 1927 Haushalte. Die Bevölkerungsdichte lag bei 1197,7 Einw./km². 93,8 % der Bevölkerung bezeichneten sich als Weiße, 0,8 % als Afroamerikaner, 0,5 % als Indianer und 1,3 % als Asian Americans. 1,7 % gaben die Angehörigkeit zu einer anderen Ethnie und 1,8 % zu mehreren Ethnien an. 4,7 % der Bevölkerung bestand aus Hispanics oder Latinos.
Im Jahr 2010 lebten in 31,2 % aller Haushalte Kinder unter 18 Jahren sowie 30,1 % aller Haushalte Personen mit mindestens 65 Jahren. 72,7 % der Haushalte waren Familienhaushalte (bestehend aus verheirateten Paaren mit oder ohne Nachkommen bzw. einem Elternteil mit Nachkomme). Die durchschnittliche Größe eines Haushalts lag bei 2,52 Personen und die durchschnittliche Familiengröße bei 2,91 Personen.
23,2 % der Bevölkerung waren jünger als 20 Jahre, 18,0 % waren 20 bis 39 Jahre alt, 34,1 % waren 40 bis 59 Jahre alt und 24,6 % waren mindestens 60 Jahre alt. Das mittlere Alter betrug 46 Jahre. 48,6 % der Bevölkerung waren männlich und 51,4 % weiblich.
Das durchschnittliche Jahreseinkommen lag bei 52.614 $, dabei lebten 10,0 % der Bevölkerung unter der Armutsgrenze.
Im Jahr 2000 war Englisch die Muttersprache von 96,00 % der Bevölkerung, spanisch sprachen 3,51 % und 0,49 % sprachen französisch.